# Hesticus sanguinifrons
Hesticus sanguinifrons är en insektsart som beskrevs av Frederick Arthur Godfrey Muir 1931. Hesticus sanguinifrons ingår i släktet Hesticus och familjen Lophopidae. Inga underarter finns listade i Catalogue of Life.